# آسامی یوشیدا (بازیکن بسکتبال)
آسامی یوشیدا (انگلیسی: Asami Yoshida؛ زادهٔ ۹ اکتبر ۱۹۸۷) بازیکن بسکتبال اهل ژاپن است.
وی در مسابقات کشوری و بین‌المللی در مجموع برندهٔ ۳ مدال طلا، ۵ مدال برنز شده‌است.